# Spring Gardens (Texas)
Spring Gardens es un lugar designado por el censo ubicado en el condado de Nueces en el estado estadounidense de Texas. En el Censo de 2010 tenía una población de 563 habitantes y una densidad poblacional de 216,94 personas por km².

## Geografía
Spring Gardens se encuentra ubicado en las coordenadas 27°45′42″N 97°44′31″O / 27.76167, -97.74194. Según la Oficina del Censo de los Estados Unidos, Spring Gardens tiene una superficie total de 2.6 km², de la cual 2.6 km² corresponden a tierra firme y (0%) 0 km² es agua.

## Demografía
Según el censo de 2010, había 563 personas residiendo en Spring Gardens. La densidad de población era de 216,94 hab./km². De los 563 habitantes, Spring Gardens estaba compuesto por el 80.11% blancos, el 0.36% eran afroamericanos, el 0% eran amerindios, el 0.53% eran asiáticos, el 0% eran isleños del Pacífico, el 17.58% eran de otras razas y el 1.42% pertenecían a dos o más razas. Del total de la población el 96.63% eran hispanos o latinos de cualquier raza.